# Braman (Oklahoma)
Braman es un pueblo ubicado en el condado de Kay en el estado estadounidense de Oklahoma. En el año 2010 tenía una población de 217 habitantes y una densidad poblacional de 542,5 personas por km².

## Geografía
Braman se encuentra ubicado en las coordenadas 36°55′27″N 97°20′6″O / 36.92417, -97.33500 (36.924187, -97.335130).

## Demografía
Según la Oficina del Censo en 2000 los ingresos medios por hogar en la localidad eran de $27,841 y los ingresos medios por familia eran $33,750. Los hombres tenían unos ingresos medios de $23,750 frente a los $21,667 para las mujeres. La renta per cápita para la localidad era de $17,721. Alrededor del 10.0% de la población estaban por debajo del umbral de pobreza.